# Campeonato Norueguês de Futebol de 1988 — 1.ª Divisão Masculina
A primeira divisão norueguesa masculina de 1988 começou a 30 de Abril e encerrou a 9 de Outubro. Trata-se do Campeonato Norueguês de Futebol.
As duas equipes que terminaram o torneio nas duas últimas posições foram automaticamente despromovidas, e a terceira pior disputou uma repescagem contra duas equipes da segunda divisão do mesmo ano. O campeão do ano foi o Rosenborg.

## Classificação final
| Pos. | Equipe      | J  | V  | E | D  | GM. | GS.  | Pts. |
| ---- | ----------- | -- | -- | - | -- | --- | ---- | ---- |
| 1    | Rosenborg   | 22 | 14 | 5 | 3  | 54  | - 23 | 47   |
| 2    | Lillestrøm  | 22 | 11 | 7 | 4  | 38  | - 18 | 40   |
| 3    | Molde       | 22 | 10 | 9 | 3  | 35  | - 18 | 39   |
| 4    | Moss        | 22 | 11 | 4 | 7  | 30  | - 19 | 37   |
| 5    | Tromsø      | 22 | 9  | 6 | 7  | 27  | - 22 | 33   |
| 6    | Sogndal     | 22 | 8  | 7 | 7  | 27  | - 27 | 31   |
| 7    | Vålerenga   | 22 | 8  | 6 | 8  | 26  | - 32 | 30   |
| 8    | Kongsvinger | 22 | 7  | 7 | 8  | 23  | - 23 | 28   |
| 9    | Brann       | 22 | 7  | 4 | 11 | 16  | - 30 | 25   |
| 10   | Bryne       | 22 | 5  | 6 | 11 | 29  | - 33 | 21   |
| 11   | Strømmen    | 22 | 4  | 5 | 13 | 16  | - 34 | 17   |
| 12   | Djerv 1919  | 22 | 3  | 4 | 15 | 17  | - 59 | 13   |

## Repescagem
- Start – Hamarkameratene 2–1
- Hamarkameratene – Bryne 2–1
- Bryne – Start 1–3

Classificação final
| Equipe    | J | V | E | D | GM | GS  | Pts |
| --------- | - | - | - | - | -- | --- | --- |
| 1 Start   | 2 | 2 | 0 | 0 | 5  | – 2 | 6   |
| 2 Ham-Kam | 2 | 1 | 0 | 1 | 3  | – 3 | 3   |
| 3 Bryne   | 2 | 0 | 0 | 2 | 2  | – 5 | 0   |